# Czechy na Zimowych Igrzyskach Paraolimpijskich 2010
Reprezentacja Czech na Zimowe Igrzyska Paraolimpijskie 2010 liczyła 19 reprezentantów w narciarstwie alpejskim i w hokeju na siedząco.

## Medale
| Medal | Zawodnik       | Sport                 | Wydarzenie                           | Data |
| ----- | -------------- | --------------------- | ------------------------------------ | ---- |
|       | Anna Kulíšková | Narciarstwo alpejskie | Supergigant kobiet – osoby niewidome | 19   |

| Medale według sportów | Medale według sportów | Medale według sportów | Medale według sportów | Medale według sportów |
| --------------------- | --------------------- | --------------------- | --------------------- | --------------------- |
| Sport                 | złoto                 | srebro                | brąz                  | suma                  |
| Narciarstwo alpejskie | 0                     | 0                     | 1                     | 1                     |
| W sumie               | 0                     | 0                     | 1                     | 1                     |

## Kadra

### Narciarstwo alpejskie

#### Mężczyźni
- Oldřich Jelínek
- Radim Kozlovský
- Stanislav Loska

#### Kobiety
- Anna Kulíšková

### Hokej na wózkach
- Turniej mężczyzn:
  - Jiří Berger
  - Erik Fojtík
  - Michal Geier
  - Zdeněk Hábl
  - Roman Herink
  - Miroslav Hrbek
  - Zdeněk Klíma
  - Zdeněk Krupička
  - Pavel Kubeš
  - Tomáš Kvoch
  - Jan Matoušek
  - David Palát
  - Jiří Raul
  - Zdeněk Šafránek
  - Michal Vápenka